# Helikonia papuzia
Helikonia papuzia (Heliconia psittacorum) – gatunek roślin z rodziny  helikoniowatych. Pochodzi z północnej części Ameryki Południowej. Popularnie uprawiana jako roślina ozdobna w całej strefie międzyzwrotnikowej.

## Morfologia

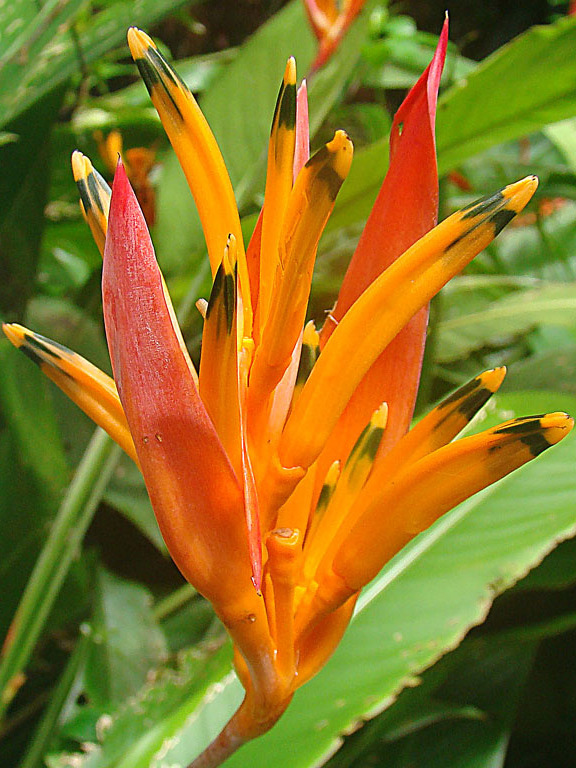
Kwiatostan

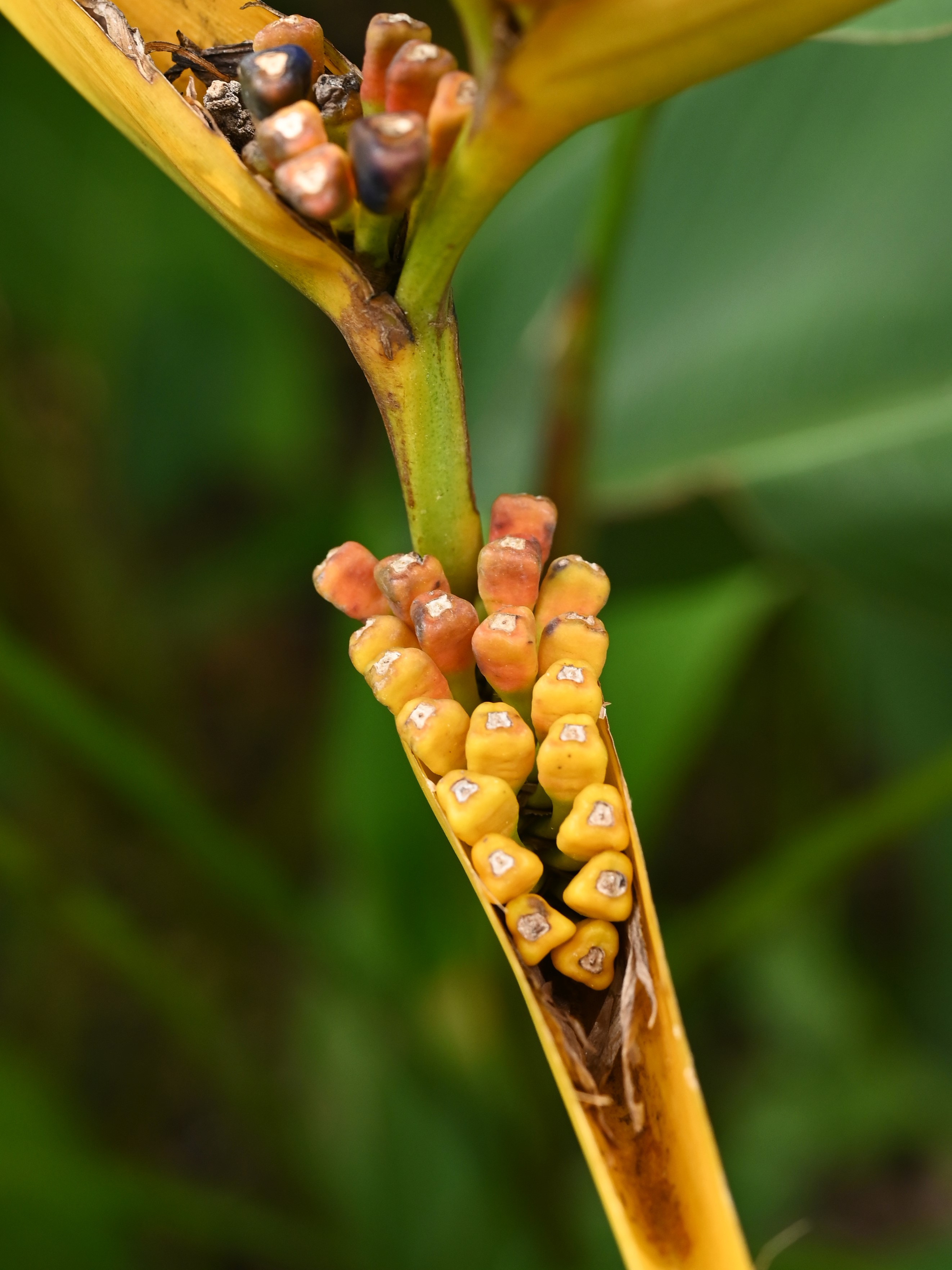
Owoce

PokrójBylina osiągająca wysokość zazwyczaj około 1 m, rzadko do 3 m.
LiściePodłużne, ostro zakończone, osadzone pochwiasto, długości 15–60 cm, szerokości 6–12 cm. Wyraźny nerw środkowy.
KwiatyW stojących kwiatostanach z kilkoma (2-6) łódkowatymi, pomarańczowymi podkwiatkami o długości od 3 do 15 cm, i ciemnym czubkiem.
OwoceOkrągławe, średnicy 1 cm, niedojrzałe żółtawe, dojrzałe ciemnoniebieskie. 3 nasiona.